# Кавендиш, Луиза, герцогиня Девонширская
Луи́за Фредери́ка Авгу́ста Ка́вендиш, герцоги́ня Девонши́рская (англ. Louisa Frederica Augusta Cavendish, Duchess of Devonshire), урожд.; Луиза Фредерика Августа фон Альтен; (нем. Louise Friederike Auguste von Alten; 15 июня 1832, Ганновер — 15 июля 1911) — британская и немецкая аристократка, благодаря своим двум бракам известна как «Двойная герцогиня».

## Биография
Луиза Кавендиш (урожд. Фон Альтен) была дочерью ганноверского аристократа Карла Франца Виктора, графа фон Альтена и Гермины фон Шминке, дочери Фридриха Кристофа фон Шминке.

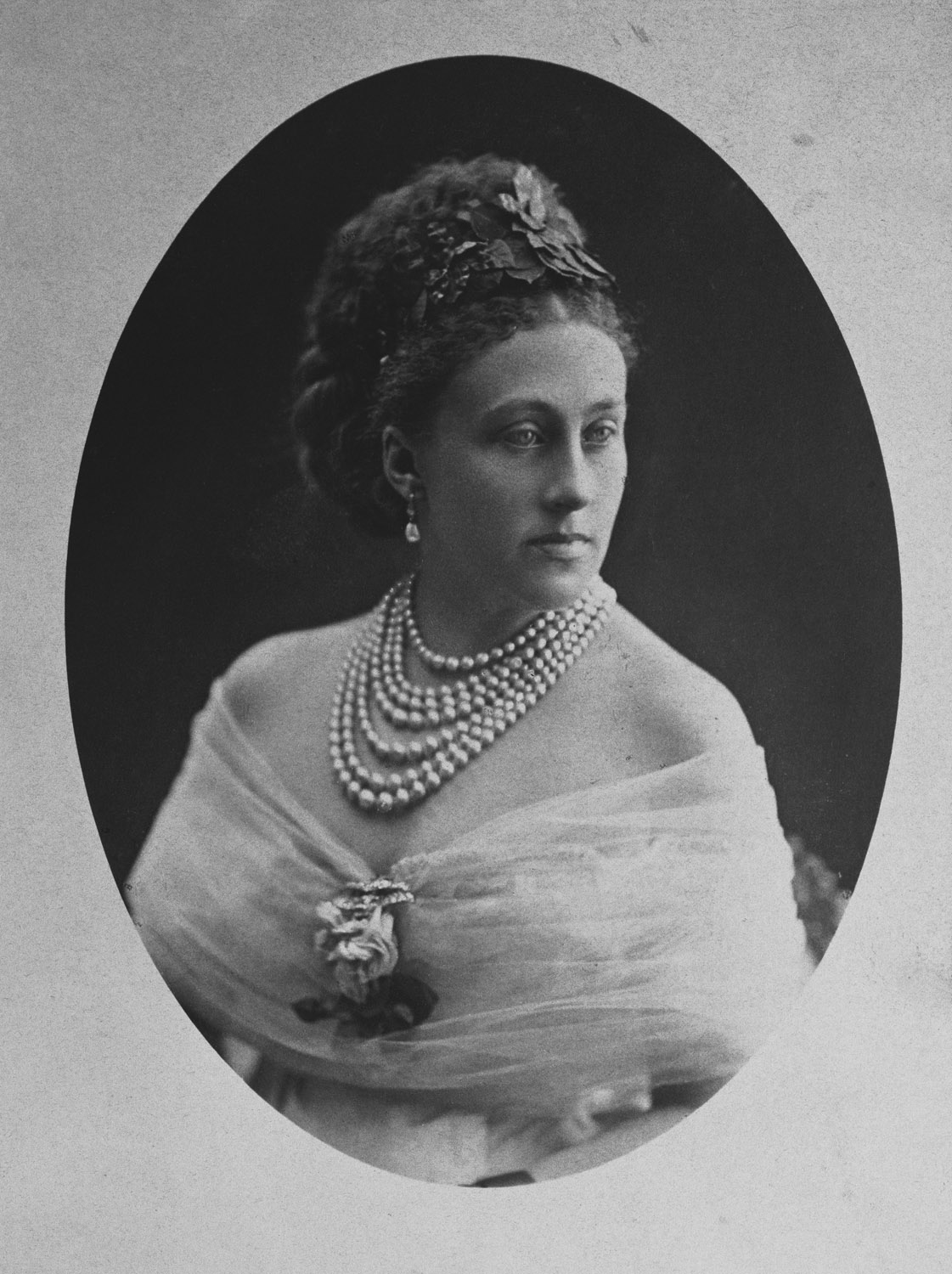
Луиза, герцогиня Манчестерская в 1880-е годы

В феврале 1858 года Луиза была назначена правительницей гардеробной при королеве Виктории, должность которой она занимала в течение года. В июне 1859 года Луиза ушла в отставку после того как правительство графа Дерби, который тогда был премьер-министром было распущено. Королева Виктория жалела о её уходе, называя «очень приятным, милым, здравомыслящим человеком».
В 1863 году Луиза не была приглашена на свадьбу принца Уэльского Эдуарда Альберта и принцессы Александры, но позже установила с принцем Уэльским и его супругой тесную дружбу.
В июле 1897 года герцогиня организовала бал в честь 60-летнего правления королевы Виктории. Бал стал самым экстравагантным балом в истории, поскольку гостей просили присутствовать в образах персонажей истории или мифологии. Сама герцогиня была одета в костюм античной царицы Зенобии.
Скончалась 15 июля 1911 года в возрасте 76 лет от приступа эпилепсии, который перенесла за день до этого. Герцогиня была похоронена в Иденсоре (графство Дербишир).

## Семья
22 июля 1852 года, в возрасте 20 лет, Луиза вышла замуж за Уильяма Монтегю, виконта Мандевиля (15 октября 1823 — 22 марта 1890), ставшего в 1855 году герцогом Манчестер. У супругов было пять детей::
- Джордж Виктор Дрого Монтегю (17 июня 1853 — 18 апреля 1892), 8-й герцог Манчестер (1890—1892)[5];
- Леди Мэри Луиза Элизабет Монтегю (27 декабря 1854 — 10 февраля 1934), 1-й муж с 1873 года: Уильям Дуглас-Гамильтон, 12-й герцог Гамильтон (1845—1895), 2-й муж с 1897 года: Роберт Фостер (? — 1925)[5];
- Леди Луиза Августа Беатрис Монтегю[англ.] (17 января 1856 — 3 марта 1944), вышла замуж за Арчибальда Ачесона, 4-го графа Госфорд (1841—1922)[5];
- Лорд Чарльз Уильям Огастес Монтегю (23 ноября 1860 — 10 ноября 1939), женат с 1930 года на достопочтенной Милдред Стерт (1869—1942), дочери Генри Джерарда Стерта, 1-го барона Алингтона (1825—1904)[5];
- Леди Элис Мод Оливия Монтегю[англ.] (15 августа 1862 — 23 июля 1957), вышла замуж за Эдварда Стэнли, 17-го графа Дерби (1865—1948)[5].

Герцогиня овдовела в 1890 году и 16 августа 1892 года, в возрасте 60 лет, вышла замуж за Спенсера Кавендиша, 8-го герцога Девонширского. Этот брак был бездетным.